# Euphorbia platypoda
Euphorbia platypoda är en törelväxtart som beskrevs av Ferdinand Albin Pax. Euphorbia platypoda ingår i släktet törlar, och familjen törelväxter.
Artens utbredningsområde är Tanzania. Inga underarter finns listade i Catalogue of Life.